# Proerytroblast
Proerytroblast (pronormoblast) je prekursorová buňka, první z pěti fází tvorby červených krvinek (erytropoéza). Jde o velkou nezralou buňku s jádrem, která se mění v basofilní normoblast a následně přes polychromatofilní erytroblast, ortochromní erytroblast a retikulocyt a až ve vlastní červenou krvinku – erytrocyt, která už jádro nemá. Proerytroblast je velký jako 2–3 vyzrálé erytrocyty. Je kulatý nebo oválný a obsahuje jádro, které vyplňuje téměř celou buňku. Cytoplazma je sytě modrofialová mívá laločnaté výběžky a neobsahuje žádná granula.